# Mutiyettu
Mutiyettu, auch Mudiyettu, Muṭiyēttu (Malayalam മുടിയേറ്റ്), ist ein hinduistisches Ritualtheater, das jährlich in mehreren Tempeln im südindischen Bundesstaat Kerala aufgeführt wird.
Im Mittelpunkt der Lieder, dramatischen Szenen und Tänze steht die als oberste Göttin verehrte Bhadrakali, eine Erscheinungsform der Kali, wie sie siegreich gegen den Dämon Darika kämpft. Die Erzählung Darika vadham wird in den Puranas überliefert. Der Name mutiyettu bedeutet „Tragen der Krone“, der Kopfputz (muti oder mudi) ist das religiös bedeutsamste Ausstattungselement. Die Göttin Bhadrakali verkörpert ein Darsteller, der während des Dramas von ihr besessen wird. Ihr Alter Ego ist eine hässliche Figur namens Kuli, die Karikatur einer Frau aus der Unterschicht, die zwischen den Szenen Possen reißt und die angespannte sakrale Atmosphäre auflockert.
Alle Rollen der von früh morgens bis nach Mitternacht dauernden Aufführung werden von Männern dargestellt, die Mitglieder weniger oberer Kastengruppen sind. Die Aufführungen finden in der heißen Jahreszeit zwischen Februar und Mai statt und stellen ein an die Muttergöttin gerichtetes Erntedankfest dar. 2010 wurde Mutiyettu in die UNESCO-Liste des immateriellen Kulturerbes der Menschheit aufgenommen.

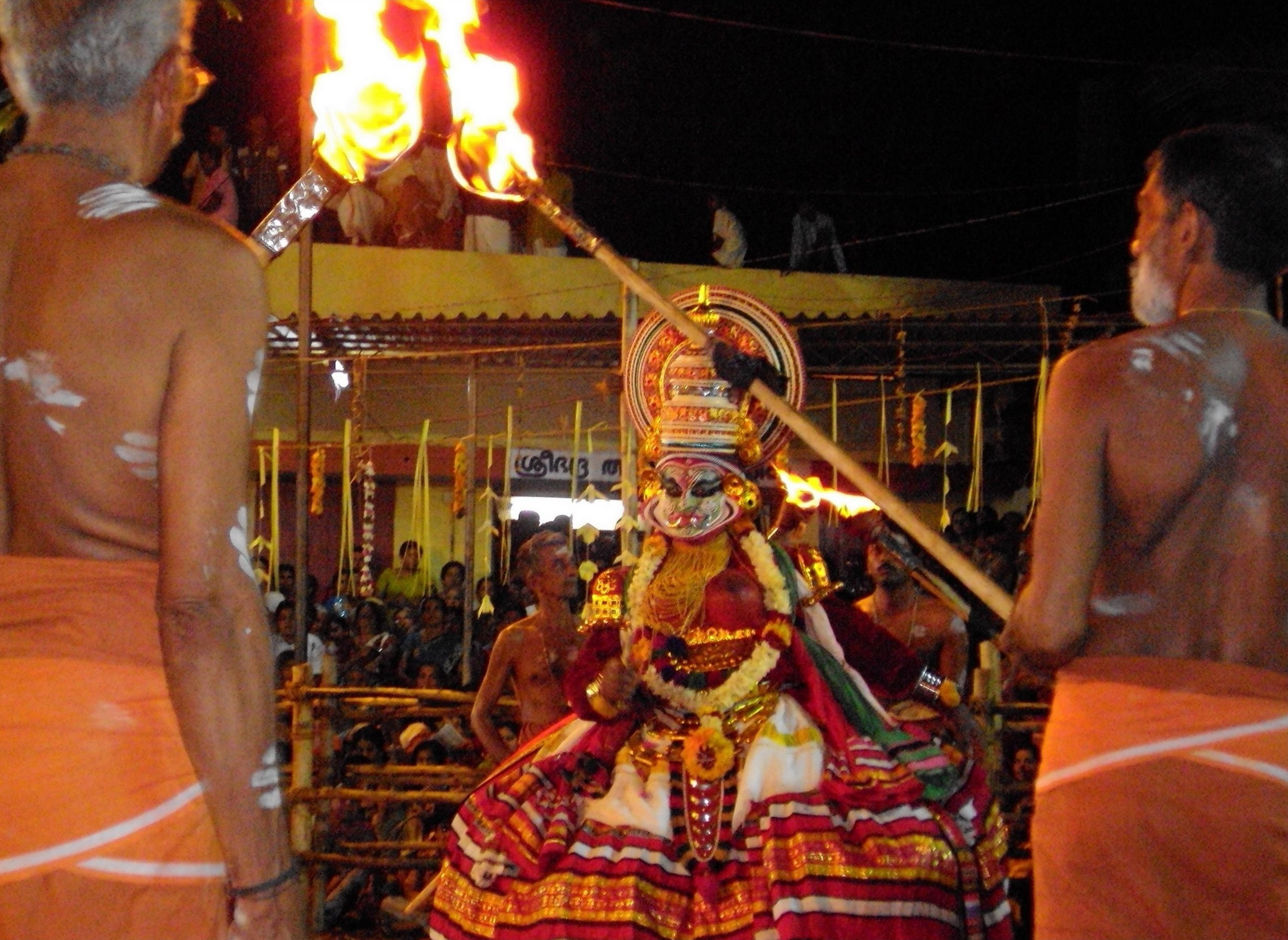
Bhadrakali, von Priestern umgeben, 2009

## Herkunft und Umfeld
Indische Volkstheater lassen sich nach ihrer Funktion in zwei Gruppen einteilen: in Unterhaltungstheater, die zumindest teilweise aus dem religiösen Mythenrepertoire schöpfen und von denen einige in Nordindien in der Tradition des Swang stehen, sowie in religiöse Theater, die mit dem Bhakti-Kult entstanden sind. Inhaltlich und strukturell besteht zwischen religiösen Theatern und Ritualen kaum ein Unterschied. Die Aufführungen des alten Sanskrit-Theaters Kutiyattam in Kerala mit geschminkten Darstellern und des Tanzdramas Krishnanattam werden als Opfer an die Gottheit des Tempels verstanden. Ebenso kann der außerhalb von Tempeln gezeigte klassische Tanzstil Kathakali in einem entsprechenden Zusammenhang die Funktion eines Opfers übernehmen. Davon unabhängig geht jedem religiösen Ritualtheater (etwa Yakshagana in Karnataka oder Chhau in Bihar) eine Einführungshandlung mit einer Opferung/Ehrerweisung (puja) an einen Gott voraus.
Zur vollständigen Durchführung eines Rituals gehören üblicherweise folgende Bestandteile: die Anrufung der Gottheit mit einem formelhaften, rhythmisierten Text, Lieder in Versen und Dialogen; eine den Inhalt bildende mythischen Erzählung; ein in Tänzen und dramatischen Aktionen dargestellter Handlungsablauf, ein breites Arsenal an Ritualgegenständen, Masken und Kostümen; ein abgegrenzter und rituell gereinigter Ort des Geschehens und ein gläubiges, teilweise interagierendes Publikum.
Ein wesentlicher Aspekt der indischen Ritualtheater ist, dass der Darsteller nicht in einer Schauspielrolle agiert, sondern sich für eine gewisse Zeit verwandelt, sodass er die Gottheit verkörpert und von den Gläubigen als eine Repräsentation der Gottheit verehrt wird. Im Shatapatha-Brahmana wird in der mythischen Geschichte von Urvashi und Pururava, die von der Beziehung zwischen einer schönen Apsara und einem König handelt, ein Feuerritual beschrieben. Bei diesem Ritual verwandelt sich König Pururava in einen Gandharva, in der indischen Mythologie ist dies einer der himmlischen Musiker und Gefährten der Apsaras.

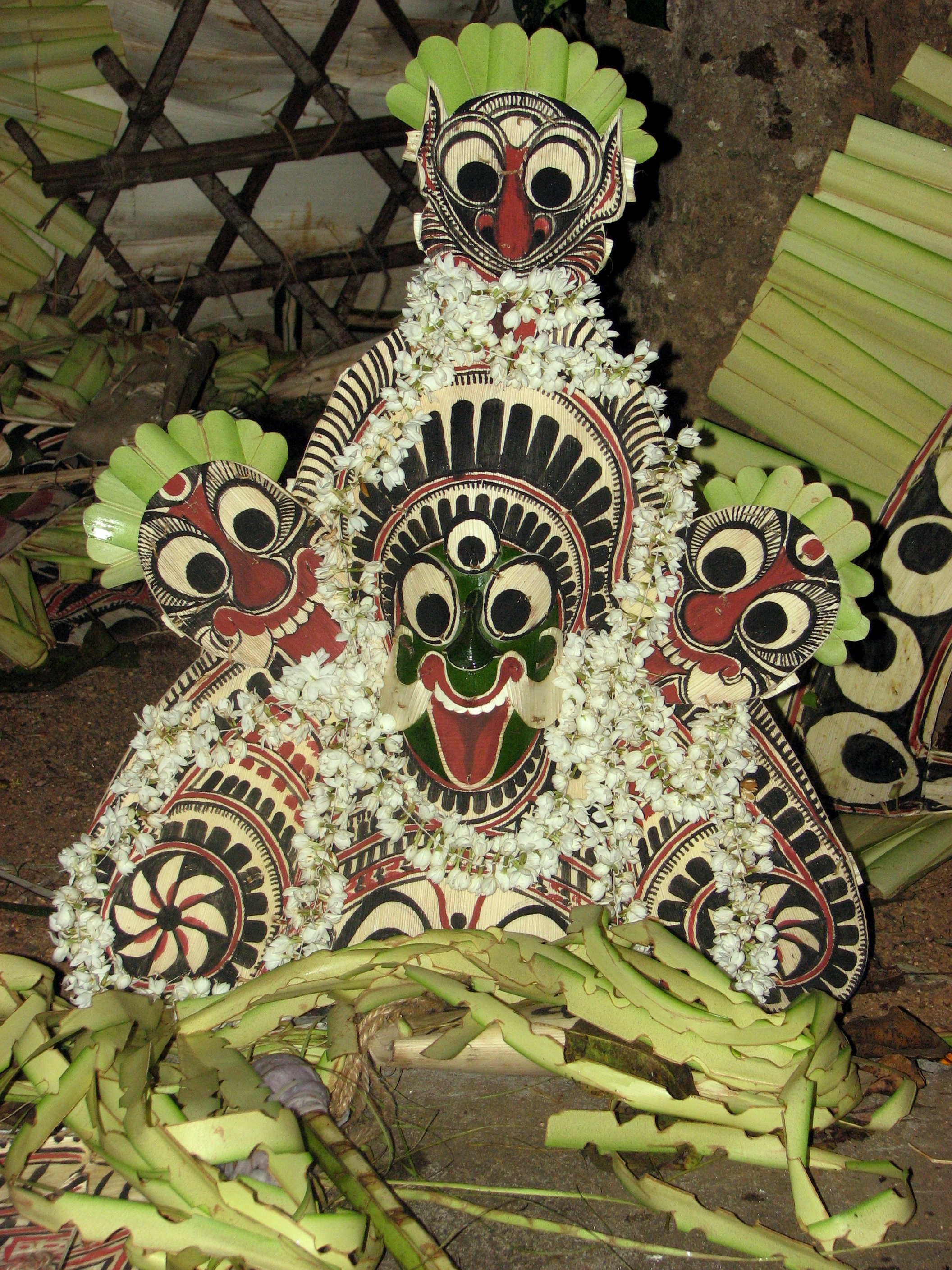
Blumenbild (kalam) des Dämon Darika im Kottangal Devi-Tempel im Dorf Kottangal im Distrikt Pathanamthitta

Mehrere dramatische Formen inszenieren die Besessenheit des Darstellers durch eine Gottheit, wie sie seit alter Zeit im volkstümlichen Bhuta-Kult überliefert ist, und schildern, bevor die Verwandlung des Darstellers erfolgt, die Herkunft und besondere Macht der Gottheit. Im Teyyam-Ritualdrama von Kerala mit geschminkten Akteuren und im Maskentanz Gambhira von Westbengalen gibt es einen ersten Teil, in dem der Darsteller die Göttergeschichte in Versen vorsingt. Im Gambhira wie im Mutiyettu verkörpert sich die weibliche Energie in Form von Durga oder Kali, dagegen gehören zum Teyyam rund 400 einzelne Gottheiten und Dämonen, die im jeweiligen Ritual vom Körper des Akteurs Besitz ergreifen. Mit dem Ritualdrama Ayyappan tiyatta aus Kerala hat Mutiyettu ein großes, die Gottheit repräsentierendes Bodenbild kalam gemeinsam, das zu Beginn der Aufführung angefertigt und als abschließender Akt zerstört wird. In den Ritualen Nagamandala, Ashlesha bali und Sarpam thullal im Süden von Karnataka nimmt das Bodenbild die Form eines Mandalas an, in welchem der Schlangengott Naga beschworen wird. Während bei Teyyam und Ayyappan tiyatta ein Hauptdarsteller im Zentrum des Geschehens steht, ähneln sich Mudiyettu und Prahlada nataka in Odisha in der groß angelegten szenischen Darstellung mythischer Handlungen, die in einer heroischen Schlacht mit dem Sieg über den bösen Dämon enden. Strukturell ähnlich angelegt sind auch Ritualdramen, bei denen Vishnu in einer seiner Inkarnationen verehrt wird, etwa das nahe Thanjavur in Tamil Nadu aufgeführte Bhagavata mela. Dort wird der Hauptdarsteller von Narasimha besessen. Unter den zahlreichen Teilnehmern verwandelt sich jeweils nur der Hauptdarsteller in die Gottheit, im Unterschied hierzu ergreift im Kattaikkuttu (auch Terukkuttu) in Tamil Nadu die Gottheit im Verlauf des Dramas von mehreren Akteuren und Gläubigen Besitz. Zu den Ritualdramen, die im 17. Jahrhundert in Kerala bekannt waren, gehören Mutiyettu sowie Teyyam, Ayyappan tiyatta und das um diese Zeit entstandene Tanzdrama Krishnanattam, das zum direkten Vorläufer für Kathakali wurde.
Der Mythos von Kali und Darika (Darika vadham) wird nur in Kerala dargestellt, die Muttergottheit dagegen in ganz Indien verehrt: in Tamil Nadu in Gestalt der legendären tamilischen Frau Kannagi und die Göttin Durga besonders in Bengalen als Büffeltöterin Mahishasuramardini. Neben der religiösen Verehrung stellt Mutiyettu zugleich ein vereinigendes gesellschaftliches Ereignis dar, welches die verschiedenen sozialen Schichten zusammenführt.

## Inhalt
Bei der im Markandeya Purana überlieferten Geschichte geht es um einen der vielen Kriege zwischen den Asuras (Dämonen) und den Devas (Göttern), bei denen die Asuras beinahe vollständig vernichtet und die meisten Asura-Frauen zu Witwen geworden sind. Zwei der Witwen mit Namen Darumathi und Danumathi konnten nach langem Flehen Brahma überreden, dass er sie zwei Söhne gebären lässt: Darika und Danavendra. Die beiden gediehen anfangs sehr zur Freude Brahmas, sodass er sie mit dem Versprechen (vara) ausstattete, dass sie von keinem männlichen Wesen der Menschen, Dämonen oder der Götter getötet werden könnten. Für den Fall einer Verletzung Darikas würden aus seinen Blutstropfen sofort Tausende neuer Darikas hervorgehen und im Kampf an seiner Seite stehen. Zum Nachteil der beiden geriet später, dass sie vergaßen, am Rande auch die Frauen in die erbetene Zusicherung miteinzubeziehen.
Ausgestattet mit einer solchen Rückendeckung eroberten nun Darika und sein Kumpel Danavendra die ganze Welt, stifteten überall Unruhe und forderten sogar Indra heraus. Als der Weise Narada Shiva von den Grausamkeiten unterrichtete, war dessen Geduld überstrapaziert. Shiva erschuf aus seinem dritten Auge die Göttin Bhadrakali und gab ihr den Auftrag, Darika und Danavendra zu töten. Sie sollte von Nandikeshvara und Kuli, den beiden Begleitern Shivas und von der blutdürstigen Göttin Vetali unterstützt werden. Vetalis Aufgabe war, das Blut aus Darikas Wunden zu schlucken, bevor es den Boden erreicht. So gelang es Bhadrakali, den Dämon zu töten. Diese Geschichte wird im Mudiyettu auf höchst dramatische Weise inszeniert. Es gibt Parallelen zum Kampf des von Vishnu erschaffenen Narasimha gegen den Dämon Hiranyakashipu, der im Prahlada nataka dargestellten Geschichte.

## Aufführungspraxis
Mudiyettu-Aufführungen finden jährlich nach der Ernte in der heißen Jahreszeit zwischen Februar und Mai auf dem abgeschlossenen Hof von Tempeln der Muttergöttin Bhagavati (Bhagavati kavu) oder Bhadrakali statt. Drei Familien in Zentralkerala erhalten die Mudiyettu-Tradition aufrecht und rekrutieren die Darsteller aus ihren Reihen. Sie stammen aus Pazhur und Keezhillam im Ernakulam-Distrikt und Koratty im Thrissur-Distrikt. Aufführungen finden in den Distrikten Ernakulam, Idukki, Kottayam und Thrissur statt. Die Darsteller sind traditionell Mitglieder der Subkasten Nayar (Nair), Kurup (Kuruppu) und Marar. Die Organisation liegt in Händen der Familienältesten, wobei Mitglieder aus allen sozialen Gruppen und Kasten des Dorfes ihren zugedachten Beitrag bei der Vorbereitung und Durchführung leisten. Mitglieder der unteren Kaste der Parayiar beschaffen die Rinderhäute zur Bespannung der Trommeln und Ritualobjekte aus Bambus. Die Tandan bringen Blätter der Betelnusspalme, die für die Kostüme gebraucht werden. Ein Mitglied der Ganakan bemalt den Kopfputz und tritt als Sänger auf. Kuruvan sorgen dafür, dass die Fackeln und Öllampen brennen, während Maran das Öl für dieselben beschaffen.
Die Aufführung besteht aus zwei Teilen: Im ersten Teil, der früh am Morgen beginnt, finden Opferungen und Anbetungszeremonien statt, anschließend fertigt ein Priester (tantri) das Bodenbild an. Im zweiten Teil wird der Mythos als dramatische Aktion gespielt. Ursprünglich könnte Darika vadham lediglich als einfacher Gesang dargeboten worden sein. Um das Thema zu visualisieren, kam dann zunächst das Abbild der Göttin als Fixpunkt hinzu, das später raumgreifend um die dramatische Aktion erweitert wurde. Der Entwicklungsprozess vollzog sich, ohne dass sich am Charakter des Rituals etwas geändert hätte.

### Teil 1. Bild und Anrufungslieder

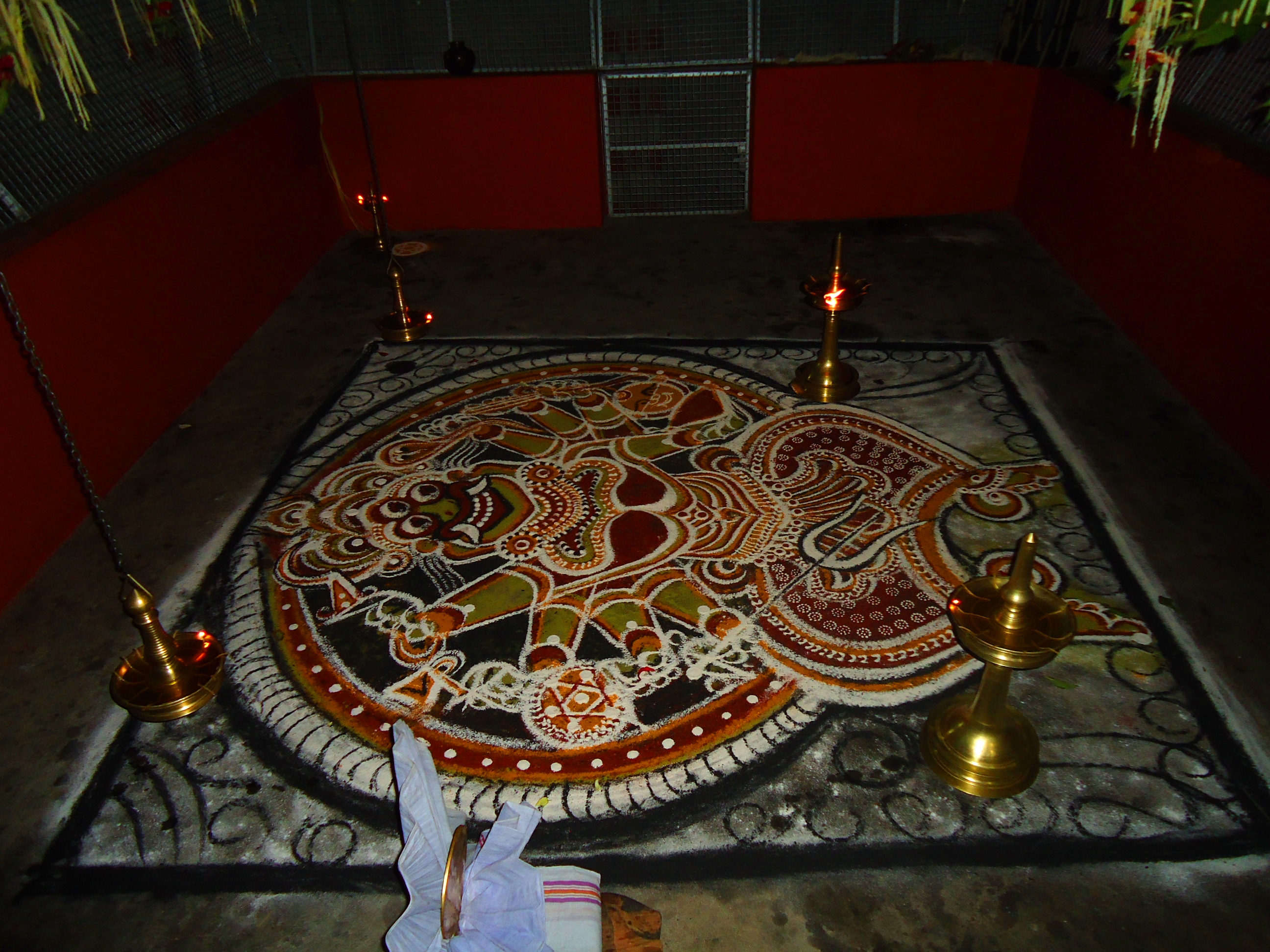
Bhadrakali kalam, Bodenbild der Göttin Bhadrakali in Kerala. Dieselben Farbpulver, aber nicht im Zusammenhang mit Mutiyettu

Die Eröffnungszeremonie folgt dem Muster einer satyananayana puja, wie sie Hindus anlässlich von Hochzeiten oder Hauseinweihungen veranstalten. Die Göttergeschichten werden in Versform erzählt oder gesungen. Während bei der genannten puja die Verehrung von Vishnu in seiner gütigen Form als Narayana im Mittelpunkt steht, wird im Mutiyettu der Mythos der Göttin Bhadrakali ausgebreitet, wie sie gegen die Dämonen kämpft.
Nachdem Mutiyettu-Priester mehrtägige Ernährungsgebote beachtet und eine morgendliche Reinigungszeremonie absolviert haben, zeichnen sie zunächst in der Zeremonie kalamezhuthu ein großes Bildnis (kalam) der grausamen Göttin Bhadrakali mit farbigen Pulvern auf den Boden. Die Farben sind pflanzlichen Ursprungs, Grün wird aus getrockneten Blättern gemahlen, Weiß besteht aus Reismehl, verkohltes und geriebenes Reisstroh ergibt Schwarz, Gelb besteht aus Kurkuma und Rot aus Kurkuma, Limonen und Reismehl. Das Bild zeigt in überwiegend roter und schwarzer Farbe die erzürnte Kali auf ihrem Weg zum heiligen Berg Kailash mit dem abgeschlagenen Kopf von Darika in der Hand, von dem Blut nach unten tropft. In ihren zahlreichen Händen (4 bis 64) hält sie verschiedene Waffen als ihre Attribute.
Dem Glauben nach residiert Bhadrakali in einem heiligen Jackfruchtbaum auf dem Gelände mancher Tempel. Eine Lampe, die am Boden neben dem Baum brennt, symbolisiert ihre Anwesenheit. In einer Prozession, begleitet von Sängern und Musikern mit Zylindertrommeln (chenda) und kleinen Paarbecken (elathalam), wird die Lampe vom Baum oder ansonsten von ihrer Altarfigur (murti) im Sanctum zum Bodenbild gebracht, um das Bild mit der Energie der Göttin aufzuladen. Nun folgt die Ehrerweisung, kalam puja. In der Zeremonie thiriyuzhichil tanzen die Beteiligten mit brennenden Fackeln in den Händen vor dem Bild.
Anschließend löschen die Priester die Fackeln und singen die kalam pattu genannten Anrufungsverse, in denen die Gottheit, die sich nun im Bild manifestiert, in jedem körperlichen Detail beschrieben wird. Pattu bedeutet Ballade oder episches Gedicht. Ein kalam pattu (auch kalamezhuthu pattu oder thottam pattu) wird auch als eigenständige Vortragsform ohne nachfolgendes Drama aufgeführt, um den Segen von Bhadrakali, Ayyappan und anderer Götter zu erbitten. Das hierbei hergestellte Bodenbild repräsentiert visuell und die zur Gesangsbegleitung eingesetzte Zupflaute nanduni akustisch die angerufene Gottheit.
Das Begleitorchester (thayampaka) spielt etwa fünf chenda, einige elathalam, das Doppelrohrblattinstrument kuzhal und die große gebogene Naturtrompete kombu. Der Sänger trägt die Geschichte von Bhadrakali (Darika vadham) vor, indem er den mythologischen Kampf von Gut gegen Böse um einen gesellschaftlichen Aspekt erweitert, wenn Darika eine Horde Unholde anführt und Kali auch noch von Pocken befallen wird, wie sie früher während der heißen Jahreszeit verstärkt auftraten. Der Sänger ist entsprechend durch weiße Punkte in seinem Gesicht gekennzeichnet.
Nach einigen Opferhandlungen zerstört ein Priester das Bild, indem er die Farbpulver mit einem der zur Dekoration am Rand liegenden frischen Kokospalmblätter verwischt und den verbleibenden grauen Haufen als prasadam an die Gläubigen verteilt. Teil 1 ist beendet.

### Teil 2. Drama

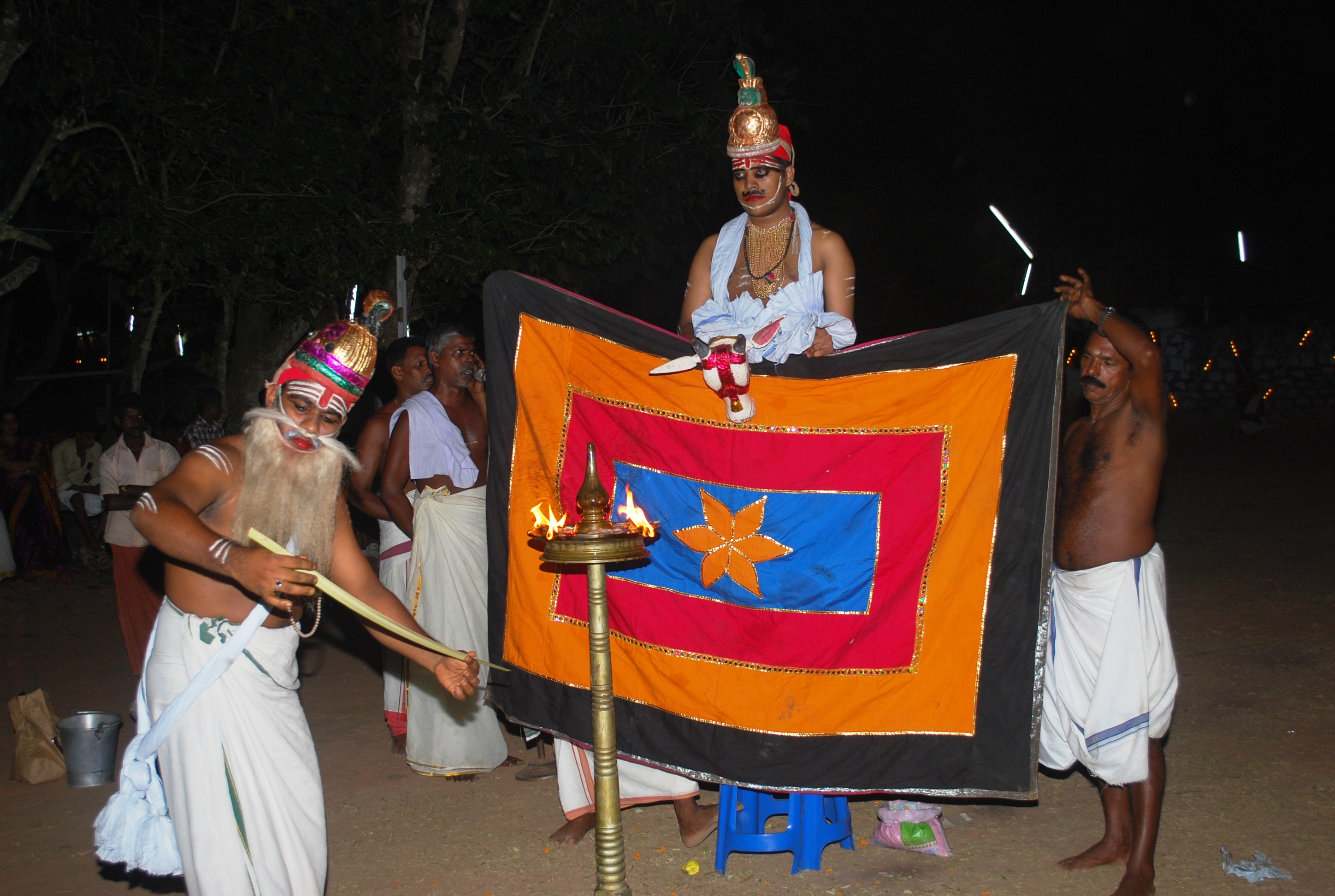
Shiva steht auf dem Berg Kailash (einem Stuhl) hinter dem Vorhang, Nandi blickt als Holzfigur darüber. Links vorn der Weise Narada, wie er vom Palmblatt-Manuskript Darikas Gräueltaten abliest. Die in der Mitte stehende Öllampe stellt den Altar der Göttin dar.

Nach einem morgendlichen Bad erbittet der Hauptdarsteller den Segen der Göttin Kali. Er trägt nur den frisch gewaschenen, weißen Wickelrock (mattu), den ihm der Wäscher (veluthedan) gebracht hat. Nachdem er das Kostüm angezogen und den Kopfputz aufgesetzt hat – dieser Akt heißt mutiyettu, ist seine Verwandlung in die Gottheit abgeschlossen. Weder im Umkleideraum (aniyara) noch außerhalb darf er einen anderen Menschen berühren oder mit ihm sprechen. Insgesamt sieben Akteure treten im Ritualdrama auf: Neben Bhadrakali sind dies Shiva, sein Reittier Nandikeshvara (der Bulle Nandi, auch Koimbidar), der Weise Narada, die Bösewichter Darika und Danavendra sowie die komische Figur Kuli. Die Handlungsorte wechseln in sieben Szenen vom Berg Kailash bis hinab zum Wohnort der Asuras (asura lokam) in der untersten der drei Welten (paathalam).
Vom Trommelorchester begleitet wird zum Vorspiel (purvaranga) die Öllampe angezündet. Zwei Helfer tragen einen Vorhang herbei, hinter dem sich Chor und Musiker aufstellen und Anrufungslieder singen. Anschließend erscheint Shiva hinter dem Vorhang, der seine untere Körperhälfte bis zu den Hüften verbirgt. Er steht auf einem hohen Stuhl, ein Hinweis, dass er vom Berg Kailash herunterblickt. Shiva wird von seinem Reittier Nandikeshvara begleitet, dessen hölzerner Kopf über dem Vorhang befestigt ist. Der Weise Narada betritt nun die Szene, in der Hand ein Palmblatt-Manuskript (grantha), auf dem die Gräueltaten Darikas notiert sind, die er Shiva zur Kenntnis bringt. Shiva pflichtet ihm bei, dass etwas getan werden muss. Um diese Notwendigkeit zu verdeutlichen, kommt plötzlich Darika hinter dem Vorhang hervor, trampelt und springt mit Geschrei auf dem Platz und gelegentlich auch zwischen den Zuschauern herum, bis er sich auf einem hohen Stuhl stehend positioniert, wodurch er andeutet, dass er der Herr über alle drei Welten ist.
Am Höhepunkt von Darikas Raserei tritt Bhadrakali in ihrer majestätischen Aufmachung mit einem Schwert in der Hand auf. Nach einem kurzen Geplänkel mit Darika verlässt dieser den Platz und die zurückbleibende Bhadrakali verehrt die Lampe als ein Symbol Shivas. Bhadrakali hat sich durch die ersten erfolglosen Kämpfe derart erzürnt, dass dem besessenen Darsteller der Kopfputz kurzzeitig abgenommen wird, damit Bhadrakali ihre Erregung abkühlen kann.
Bhadrakali umschreitet das Tempelareal, in einer beeindruckenden Prozession (thalappoli) folgen ihr die Musiker und Fackelträger, dahinter die Gläubigen. Nach einer Runde nehmen die Zuschauer wieder auf ihren Sitzen Platz und zu Bhadrakali gesellen sich Nandikeshvara und die komische Figur Kuli.

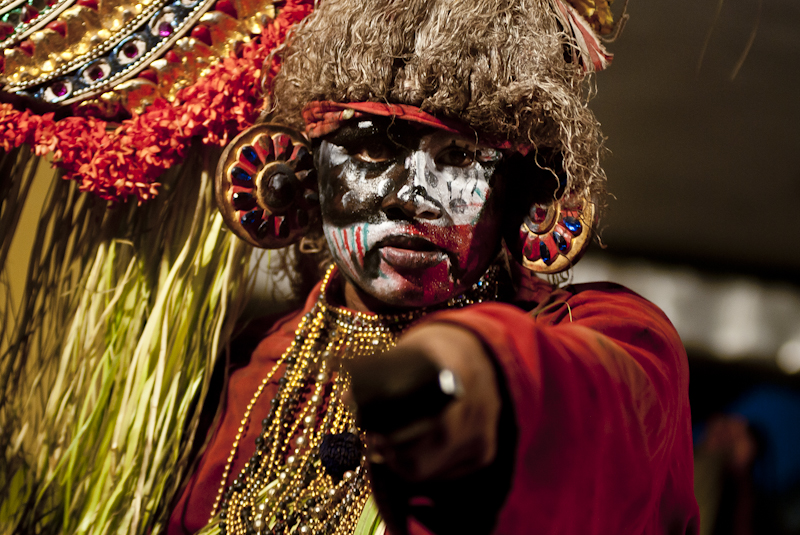
Kuli, die komödiantische Gegenspielerin der Göttin Kali

Als lustiges Zwischenspiel musizieren die Trommler im Wechsel mit Nandikeshvara, der Lieder singt, die von der Geburt des glückbringenden Elefantengottes Ganapati handeln. Kuli ist die groteske Überzeichnung einer einfachen Stammesangehörigen, die häufig mit einem schwangeren Bauch dargestellt wird. Mit hoher Stimme gibt sie sehr zur Freude des Publikums und im Dialog mit dem führenden Trommelspieler obszöne, doppeldeutige Sprüche von sich. Mit ihren herabhängenden Brüsten rennt sie mehrfach durch die Zuschauerreihen auf der Suche nach einem „Säugling“, einem stets männlichen Opfer aus dem Publikum, den sie in den Arm nimmt und versucht, ihm „die Brust zu geben“. Dann eilt sie zurück an den Aufführungsort, wo sie alberne, klamaukartige Versuche unternimmt, Kalis zu Beginn vollzogene rituelle Reinigung und Ehrerweisung (puja) vor der in der Mitte aufgestellten Öllampe nachzuahmen. Der Trommelspieler beleidigt Kuli und spottet über ihre Dummheit und Hässlichkeit, er bedrängt sie mit Fragen während ihres vermeintlichen Reinigungsbades, das assoziativ als Peepshow inszeniert vor dem Publikum stattfindet. Kuli fragt „im Bad“ nach Nirmala (Produktname eines Waschpulvers), der Trommelspieler empfiehlt ihr, besser Vim zu nehmen (ein WC-Reiniger) und Pilze und Krätze auf ihrer Haut mit einem Hanfseil abzukratzen, das zum Festbinden von Kühen verwendet wird. Nach dem Bad muss sie sich anstrengen und mit einem Stein auf ihre harten Brüste schlagen, um daraus Milch zu gewinnen, mit der sie Sandelholzpulver anteigen will, um dieses auf ihre Stirn zu streichen (der Punkt einer mit Wasser angerührten Sandelpaste auf der Stirn schließt üblicherweise die kosmetische Prozedur einer indischen Frau ab). Auf diesem Niveau geht die Unterhaltung längere Zeit weiter. Anschließend bringt Kuli verschiedene Tanznummern und Gesangseinlagen, in denen sie Kali parodiert, dargeboten in der ihr eigenen Unzulänglichkeit.

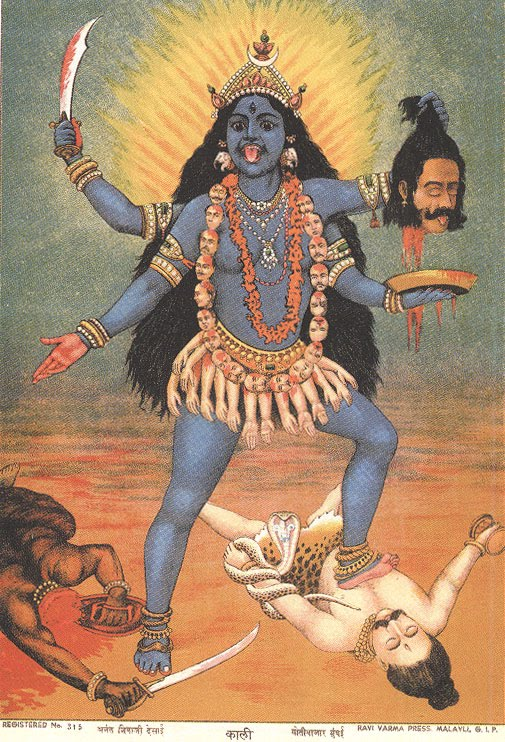
Kalis Triumph. Sie hält den abgeschlagenen Kopf Darikas in der Hand und steht mit einem Fuß auf dem bewusstlosen Shiva, ihrem Schöpfer. Gemälde von Raja Ravi Varma (1848–1906)

Irgendwann bringt der Trommelspieler das Thema auf Kulis gesellschaftlich unpassende Schwangerschaft. Kuli ist gerade dabei, ihr Schwert an ihren Brüsten scharf zu wetzen, um mit Bhadrakali in den Kampf gegen den Dämon zu ziehen. Als sie ihren Körper mit dem von Bhadrakali vergleicht, zupft sie an der genervten Göttin herum. Kuli gesteht, von Darika und Danavendra missbraucht und schwanger geworden zu sein. Dieses Geständnis erregt Bhadrakali zusätzlich und führt dazu, dass sie sofort wild entschlossen in den Kampf gegen die Dämonen zieht.
Der aggressiv und nunmehr ernsthaft ausgetragene Kampf Bhadrakalis beginnt um Mitternacht. Er bedeutet den Höhepunkt des Dramas und kann sich mit turbulenten Szenen und viel Kriegsgeschrei über mehrere Stunden hinziehen. Begleitet wird er von den wilden Schlägen der Trommeln (chenda) und Becken (elathalam) sowie den Blasinstrumenten (kuzhal und kombu). Eine Szene heißt ayudhanottam, „in die Waffen sehen“. Hierin schärfen Kali und Darika die Waffen für das bevorstehende Duell. Beim Mutiyettu kommt es weniger auf die Anwendung genau festgelegter Gesten (angika bhinaya, mit dem Körper agieren) an als beim Sanskritdrama Kutiyattam oder dem Tanzstil Kathakali. Das Wort attam bedeutet in Kerala „Tanzbewegung“ in einer stilistisch feineren Form als tullal, worunter ein lebhafter Tanz mit Sprüngen und rhythmischen Hüpfern verstanden wird. Im Bewegungsstil pathinyattam treten bei den Kampfszenen alle Charaktere zugleich auf, beim ilakiyattam ist der Darsteller in seinen Bewegungsmustern völlig frei, er kann sich im Kreis drehen oder beliebigen Sprünge machen. Als Zeichen für den Sieg der Göttin werden den Dämonen die Kopfputze entfernt. Mit dem symbolischen Abschlagen der Köpfe endet das Drama.

## Götterbilder
Das Abbild der in der Altarfigur (murti) im Tempel verehrten Göttin wird durch das Ritual im Bodenbild (kalam) verdoppelt, eine dritte Repräsentation stellt der Akteur mit aufgesetztem Kopfputz (muti) dar. Indem die nur an einem Ort als anwesend vorgestellte Göttin im Verlauf des Rituals mehrfach gezeigt wird, intensiviert sich ihre Präsenz. Es stellt sich nicht die Frage, welches von den Abbildern die richtige Göttin zeigt; alle drei zusammen bewirken, dass sie von ihrem unerreichbaren jenseitigen Wirkungsort in ihrer äußeren Form näher an die physische Welt heranrückt und für die Gläubigen erfahrbarer wird. Der mit Kostüm, Make-up und Kopfputz ausgestattete Akteur verfügt über vesam (sanskrit und malayalam, „Charakter“, „Rolle“, „Maske“), ein Begriff, der neben der äußeren Gestalt auch soziales Verhalten, Emotionen und spirituelle Kräfte beinhaltet. In einer für das indische Theater charakteristischen ikonischen Relation drücken Kostümierung, Gesten und Stimme diese geistige Dimension aus. Es existiert ein System präzise festgelegter Assoziationen zwischen den äußeren Formen der Abbilder und der visionären Erfahrung der Gottheit (darshan), deren Gegenwart als real empfundenen wird.
Die personifizierten Mächte sind zwar weiblich, dennoch dürfen sie, wie es für alle Rituale aus dem brahmanischen und allgemein hochkastigen Umfeld vorgeschrieben ist, nur von Männern verkörpert werden. Frauen gelten im Tempel als rituell unrein. Die männlichen Darsteller werden mit Schminke und mit auf das Kostüm aufgesetzten Brüsten sorgfältig als Abstraktionen des weiblichen Körpers maskiert. Die weibliche Macht wird im Drama mittels einer zweifachen Maskierung des Darstellers in eine Form gebracht: Make-up und Kostüm (zusammen vesam) sowie Kopfputz (muti).

### Muti

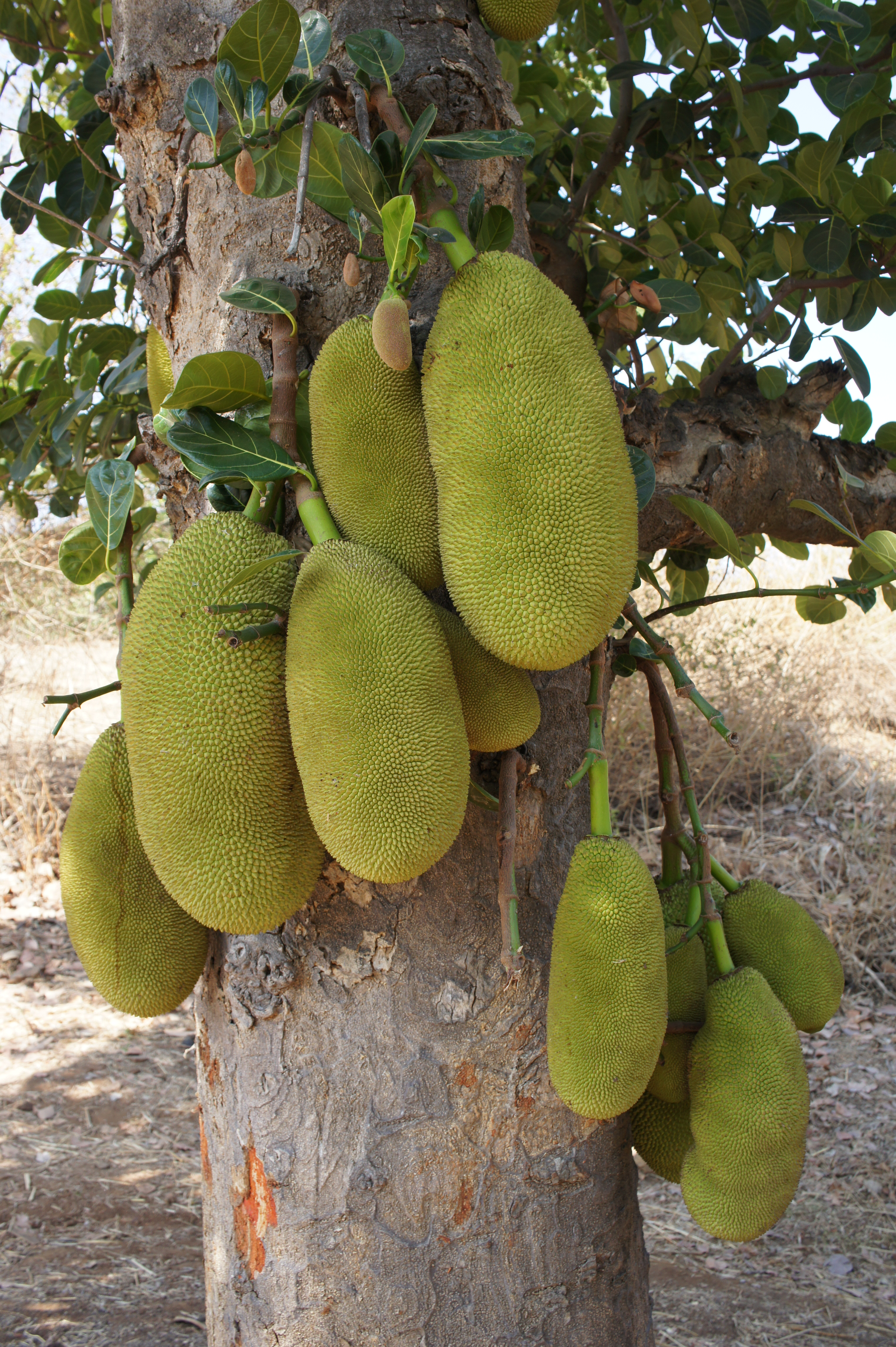
Jackfruchtbaum in Gujarat

Der Kopfputz des Hauptdarstellers ist das wesentliche Ausstattungselement und Namensgeber des Mutiyettu. Das Wort muti kann auch „Haar“ oder „Reisstrohbündel“ bedeuten. Weil sich in ihm die Energie der Gottheit verkörpert, bewahrt ihn der Darsteller an einem verschlossenen, besonders verehrten Ort in seinem Haus auf. Der religiösen Bedeutung des muti liegt jenseits einer die Gottheit abbildenden Form das verwendete Holz zugrunde. Die geeignete Varietät des Jackfruchtbaums (Artocarpus integrifolia, malayalam varikka plavu) gilt im Bhagavati-Kult als magischer Baum, auch Götterstandbilder (murti) im Tempel und der Korpus der verehrten Zylindertrommel chenda werden aus diesem Holz hergestellt. Beispielsweise stellte sich 1991 für die Verwaltung des Bhagvati-Tempels Paramekkavu in Thrissur die Frage, aus welchem Material die verfallene Götterstatue neu gefertigt werden sollte. Ein Astrologe wurde mit einer Wahrsagung (prasnam) beauftragt. Im Unterschied zu den Tempelpriestern, die sich ein prestigeträgiges, weil teures Götterbild aus vergoldetem Metall gewünscht hatten, kam er zu dem Schluss, dass die Gottheit ihr Abbild wiederum aus dem Holz des weiblichen (weil die Früchte wie Brüste direkt am Stamm hängen) Jackfruchtbaums gefertigt haben wollte. Ferner gab die Gottheit zur Aufgabe, dass der Baum ganz bestimmte Eigenschaften haben müsse. Erst nach mehreren Monaten intensiver Suche und nachdem die Gottheit durch Vermittlung des Wahrsagers alle seitherigen Vorschläge abgelehnt hatte, konnte der geeignete Baum gefunden werden.
Jackfruchtbäume sind auch mit der Unterwelt verbunden, einem magischen Ort voller Wasser, an dem die göttlichen Schlangen, die nagayakshas und nagayakshis leben. Sie bewachen die Juwelenschätze und können, falls sie verärgert werden, Tod und Verderben über die Menschen bringen. Im Tempel von Pazhur (Distrikt Ernakulam) gedeiht passenderweise ein Jackfruchtbaum neben dem nagayakshi-Schrein an der Nordseite des Hofs. Die Nordrichtung steht in Verbindung mit Menstruationsblut (was Frauen rituell unrein macht) und Opfer. Über Leben (Blut) und Tod (Opfer) wacht die furchterregende Göttin Kali. Sie versteckt sich im Baum, ihre Energie kommt zum Vorschein, wenn das Holz bearbeitet und eine Figur oder Maske daraus hergestellt wird. Die Hervorbringung einer solchen magischen Kraft ist ein gefährlicher, weil das gewöhnliche Leben durcheinanderwerfender Vorgang, der nur in der Nacht geschehen darf. Hilfreiche und zerstörerische Kräfte stehen im Volksglauben oft in einer engen, ambivalenten Beziehung zueinander. Bhadrakali benötigt das Blut eines männlichen Dämons, um ihren Zorn zu besänftigen. Das Drama führt in dem Sinn ein Blutopfer an die Göttin auf.
Der Kopfputz, den der Darsteller im Mutiyettu trägt, muss aus einem einzigen Holzblock geschnitzt werden. Der aufwendige Fertigungsprozess eines bestimmten muti verdeutlicht die religiöse Verehrung dieser Ritualgegenstände. Um den muti in der Kleinstadt Adur im Distrikt Pathanamthitta herzustellen, wurde eine Gerüstebene weit oben am stehenden Baum errichtet, auf dem der Bildhauer über Monate das Bildnis aus dem Stamm herausschlug, bis es von selbst anfing zu wackeln und so dem Bildhauer zu erkennen gab, dass es nun vom Stamm getrennt werden wollte. Also brachte er das Stück nach unten und übergab es dem Tempelpriester.
Derselbe Handwerker ist auch für die Bemalung des muti in leuchtend grünen, roten, schwarzen und goldenen Farben zuständig. Das Ergebnis ist ein erschreckendes Abbild der Göttin mit Augen, von deren Blick sich die Gläubigen direkt angestarrt fühlen. Die bogenförmige Holzkonstruktion wird mit Kokospalmblättern (kuruthola) ausgeflochten.

### Make-up und Kostüm

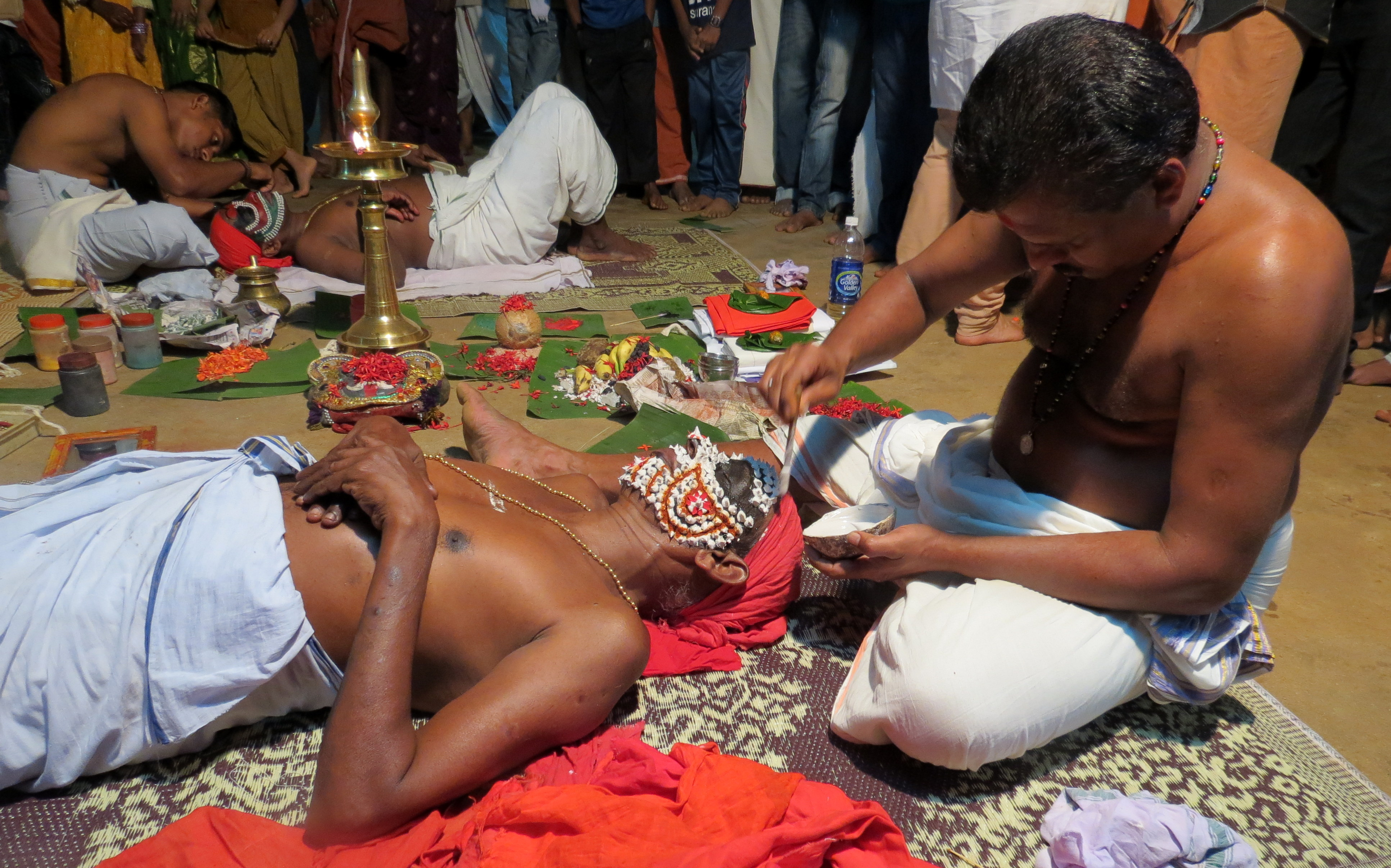
Make-up: Die Pockenpunkte werden mit dicker Reismehlpaste aufgesetzt.

Bhadrakalis Kostümierung (vesam) ist eine Tätigkeit, die größtmögliche Aufmerksamkeit erfordert. Sie dauert zwei bis drei Stunden und wird in einer ernsthaften Atmosphäre im Vorbereitungsraum (aniyara) durchgeführt. Dort wurde zuvor ein provisorischer Schrein aufgestellt, der aus einer Öllampe (vilakku), einem Schwert (kadthala), einer Kokosnuss und weiteren Opfergaben besteht. Vor ihm nimmt der Kali-Darsteller Platz und bemalt sein Gesicht zunächst mit einer schwarzen Farbe (kari), die aus verkohlter Kokosschale und Öl besteht, während er Gebetsformeln an die Göttin murmelt und einen kleinen Spiegel in seiner Hand hält. Sein Assistent, der chuttikkaran trägt das Make-up (chutti) auf der Basis von Reismehl (arivamu) und Limonen in einem Prozess auf, der chutti kuthal genannt wird. Er zeichnet gelbe Linien aus Kurkuma und weiße Punkte, die eine Pockenerkrankung darstellen. Schwarze Fangzähne ragen seitlich über die roten Lippen hinaus. Auf Stirn, Nasenspitze und Kinn werden mit Hilfe von Reismehl rote thechi-Blüten (Chrysanthemen) aufgeklebt. Die beiden Dämonen charakterisiert eine rote Gesichtsfarbe.
Bhradrakalis Kostüm ist überwiegend rot, um die Schultern hängt wie bei Darika ein weißer Schal (uttariyam). Mehrere Lagen von gefaltetem weißem Stoff machen den Rock ausladend. Der an den Hüften weit abstehende Reifrock, den auch Darika trägt, heißt uduthukettu. Danavendra trägt ein grünes Kostüm. Armreife und Ringe an den Knöcheln gehören üblicherweise zum Schmuck dramatischer Tänzer.
Kulis Gesicht ist schwarz mit roten Punkten, es soll der groben Ritualbemalung der Waldbewohner in den Bergen entsprechen. Sie trägt ein rotes oder meist schwarzes Unterkleid, wie es sich für einen Geist (Bhuta) gehört. Als eine im Wald lebende Stammesangehörige ist sie mit Bananen- und Kokospalmblättern um die Hüften ausstaffiert, unter ihrem Schwangerenbauch steckt ein dickes Kissen. Bündelweise hängen ihr Blumenketten oder Papierstreifen über die roten, herabhängenden Brüste. Ihrer tribalen Herkunft gemäß kennt sie sich mit schwarzer Magie aus. Ihre Haare sind ein krauses Geflecht aus Blättern und Federn. Kulis Hässlichkeit beruht nach gängiger Vorstellung auf ihrer niederen sozialen Herkunft, ihrer Schwangerschaft und ihrer schwarzen Farbe. Sie stellt mit ihrem Äußeren und ihrer ordinären Sprechweise das Gegenbild der stets gepflegten, idealen Malayalam-Frau aus dem Mittelstand dar.
Das Kleid des Weisen Narada besteht aus einem einfachen weißen Stoff, sein Bart ist ebenfalls weiß und in den Händen hält er ein Palmblattmanuskript. Die Mutiyettu-Kostüme waren vermutlich Vorbilder für diejenigen des Kathakali und sind entsprechend ähnlich.
Wenn der Kali-Darsteller vollständig geschminkt und kostümiert ist, tritt er vor den Altar der Göttin, wo er den Kopfputz aufgesetzt bekommt und das heilige Schwert erhält. Der Kopfputz darf zu keinem anderen Anlass und nie ohne diese Vorbereitungen aufgesetzt werden. Auf keinen Fall darf die Göttin verärgert werden. Besondere Vorsicht ist am Anfang der Aufführung geboten. Bevor Shiva mit seinem dritten Auge Bhadrakali ins Leben geholt hat, um den Dämon zu vernichten, vollzieht der Darsteller vor einer Öllampe in der Mitte der Bühne nochmals eine Ehrerweisung (puja), erst danach setzt er die Bhadrakali gestellte Aufgabe ins Werk.

### Kali und Kuli
Die beiden charakterlich und äußerlich sehr ungleichen Frauenfiguren sind durch ihre soziale Herkunft getrennt. Beide haben aus unterschiedlichen Gründen in Darika und Danavendra dieselben Gegner, wenden jedoch eigene Mittel an, um ihr Ziel zu verfolgen. Alle Aktivitäten Kulis stehen in einer parallelen Beziehung zu denjenigen ihres göttlichen Vorbilds. Das heilige, hochkastige Ritualdrama findet seine wörtliche Entsprechung in einem derben Klamauk für das einfache Volk. Selbst die Huldigung vor dem Altarbild und die Besessenheit Kalis ahmt Kuli auf ihre Weise nach. Die parodistisch nachgeahmten Verhaltensweisen untergraben nicht die Autorität Bhadrakalis, sie betonen im Gegenteil die Authentizität und reale Besessenheit der Göttin. Je törichter Kuli herumkugelt, desto ernsthafter werden Bhadrakalis dramatische Handlungen wahrgenommen. Alles was Bhadrakali zielstrebig und in reiner Form vollbringt, Kuli macht es falsch und auf rituell unreine Weise. Der jungfräulichen, unantastbaren Göttin steht eine sexuell erfahrene Frau gegenüber. Nach psychoanalytischer Interpretation verkörpert Kuli die unbefriedigten sexuellen Wünsche der Kali. Im Hintergrund tritt ein göttliches Wesen hervor, das beide Gestaltformen in sich vereint.
Während Kali in einem mythologischen Drama agiert, bringt Kuli in einer längeren, der einzigen rein improvisierten Szene ihre Misshandlung durch die beiden Vergewaltiger mit einem gesellschaftspolitischen Bezug zur Sprache. Diese Tatsache bildet den letztlichen Stein des Anstoßes für Bhadrakali, den entschlossenen Kampf gegen die Dämonen aufzunehmen. Kuli artikuliert, eingebettet in ihren Clownerien, den Protest der unterdrückten Frauen. Dieser ist jedoch nur ein Teil innerhalb eines größeren Welterklärungsmodells, das von hochkastigen männlichen Vorstellungen geprägt ist.